# 教學醫院
教學醫院（英語：teaching hospital），是指具有教學用途，提供在學的醫學院及護理學院等醫療相關科系學生見習、實習和作研究的醫院。通常這類醫院由大學的醫學院開設，有些與大學醫學院位於同一地點，因此也被概括性地稱為大學醫院（university hospital）；某些公營或民營醫院則是與學校簽約或由政府指定，而成為教學醫院。